# Lek på regnbågen
Pour plus de détails, voir Fiche technique et Distribution.
Lek på regnbågen est un film suédois réalisé par Lars-Eric Kjellgren, sorti en 1958.

## Synopsis
La relation aussi compliqué que tumultueuse entre Vanja et Björn...

## Fiche technique
- Titre : Lek på regnbågen
- Réalisation : Lars-Eric Kjellgren
- Scénario : Vilgot Sjöman
- Photographie : Gunnar Fischer
- Montage : Oscar Rosander
- Musique : Bengt Hallberg (en) et Erik Nordgren
- Pays d'origine : Suède
- Format : Noir et blanc - 1,37:1 - Mono
- Genre : drame
- Durée : 92 minutes
- Date de sortie : 1958

## Distribution
- Mai Zetterling : Vanja Ringqvist
- Alf Kjellin : Björn Rådström
- Birger Malmsten : Hasse Eriksson
- Gunlög Hagberg : Barbro Axelsson
- Isa Quensel : la mère de Björn
- Claes Thelander (en) : Hannes Holmén
- Inga Landgré : la femme rousse
- Håkan Serner (non crédité)